# HelloPrint
HelloPrint es un mercado europeo de productos de impresión personalizados.

## Historia
HelloPrint fue fundada en 2013 por Hans Scheffer, Michael Heerkens, Erwin Paaij y Nick Goudriaan. La empresa fue fundada como Print Ocean y comenzó sus actividades en los Países Bajos con el nombre de Helloprint. Con el lanzamiento de las operaciones en el Reino Unido cambió su nombre internacional fuera del Benelux a Helloprint.
En 2017 HelloPrint recaudó financiación multimillonaria en euros de los inversores Bregal Unternehmercapital y Project A.
En 2018 HelloPrint, junto con el espacio de coworking de Róterdam 42workspace y varios emprendedores tecnológicos, crearon una iniciativa WeTechRotterdam destinada a transformar Róterdam en un centro tecnológico líder en Europa.
En 2021 HelloPrint lanzó una asociación con Canva.

## Visión general
HelloPrint tiene dos oficinas centrales en Róterdam y Valencia. La empresa también tiene oficinas en París, Liverpool, Lisboa y Manila.
La empresa tiene dos marcas: Drukzo y Helloprint. La empresa también tiene una plataforma de revendedor llamada Helloprint Connect y un modelo de impresión bajo demanda llamado Helloprint API.

### Premios
2016 — ganador de Delloitte´s Fast 50 Rising Star
2018 — ganador de las 100 empresas emergentes más populares de Europa de 2018 por Wired.com
2018 — ganador del premio Rotterdam Entrepreneur Awar
2019 — ganador del Rotterdam Entrepreneur of the Year 2019
2021 — la empresa está incluida en la lista de las “250 empresas de más rápido crecimiento” en los Países Bajos según NL grown y el Centro Erasmus para el Emprendimiento